# Sana Hassan
Sana Hassan (* 3. März 1955) ist ein ehemaliger deutscher Eishockeyspieler. Er spielte Verteidiger in der Eishockey-Bundesliga und in der deutschen Eishockeynationalmannschaft. 

## Laufbahn
Hassan spielte von 1974 bis 1979 in Mannheim beim Mannheimer ERC. 1978 stieg die Mannschaft unter Trainer Heinz Weisenbach in die Eishockey-Bundesliga auf. Nach einem Jahr in der ersten Liga, in welchem er acht Tore erzielen konnte, wechselte Hassan 1979 in die 2. Eishockey-Bundesliga zum Schwenninger ERC und stieg auch mit dieser Mannschaft ein Jahr später in die Eishockey-Bundesliga auf. Sein Sohn Sana Hassan junior ist gleichfalls Eishockeyprofi und spielte wie sein Vater lange Zeit in Schwenningen.